# Il principe e il povero (film 2007)
Il principe e il povero è un film del 2007 diretto da James Quattrochi, trasposizione cinematografica dell'omonimo romanzo di Mark Twain.
Il film ha per protagonisti Dylan e Cole Sprouse, divenuti famosi per i loro ruoli da protagonisti in Zack e Cody al Grand Hotel e Zack e Cody sul ponte di comando.
È andato in onda sul Disney Channel originale il 15 febbraio 2007, mentre su quello italiano il 7 marzo 2009.

## Trama
Tom Canty sogna di diventare un attore ma è un orfano, cresciuto dal nonno che gestisce una piccola compagnia che gira in provincia, che si occupa di manutenzione di giardini. Eddie Tudor è un famoso attore che sta girando il suo ultimo film, di sicuro successo, in uno studio vicino all'abitazione di Tom.

In realtà Eddie non è né una persona felice né particolarmente simpatica. I due si incontreranno e non resisteranno a scambiarsi i ruoli, ma si accorgono che la vita che si aspettavano non è così facile e tornare alla vita di prima non sarà affatto facile.